# المنظمة الدولية المناهضة للعبودية
المنظمة الدولية المناهضة للعبودية، هي منظمة خيرية دولية غير حكومية. يقع مقرها في لندن تأسست عام 1839، وهي أقدم منظمات حقوق الإنسان في العالم والمؤسسة الخيرية الوحيدة في المملكة المتحدة التي تعمل حصراً ضد العبودية وما يتعلق بها.
تعود أصول المنظمة إلى العنصر الراديكالي جمعية مناهضة العبودية 1823 القديمة والمعروفة باسم «لجنة وكالة الجمعية للتخفيف من العبودية وإلغاءها تدريجياً في جميع مناطق السيادة البريطانية»، والتي نجحت في إلغاء العبودية إلى حد كبير في الإمبراطورية البريطانية. تلتها جمعية مناهضة العبودية في بريطانيا والخارج، والتي أنشأت حملة ضد ممارسات الرق والعبودية في دول أخرى. عام 1990، أعيد إنشاء الجمعية باسم «المنظمة الدولية لمناهضة العبودية» والتي تعمل على مكافحة الرق وسوء المعاملة المرتبطة بها، وتلفت الانتباه إلى مشكلة الرق في جميع أنحاء العالم وتناضل من أجل الاعتراف بالمشكلة والقضاء عليها في الدول الأكثر معاناة اليوم.

## لمحة تاريخية

### خلفية
كانت جمعية إلغاء تجارة العبيد، التي تأسست عام 1787، والتي يشار إليها أيضًا باسم جمعية الإلغاء، مسؤولةً عن تحقيق إلغاء تجارة العبيد الدولية، عندما أقر البرلمان البريطاني قانون إلغاء تجارة الرقيق 1807.
تأسست جمعية التخفيف والإلغاء التدريجي للعبودية في جميع مناطق السيادة البريطانية، والتي عُرفت فيما بعد باسم جمعية (لندن) المناهضة للعبودية، في عام 1823، والتزمت بإلغاء العبودية في الإمبراطورية البريطانية، والتي تحققت إلى حد كبير في عام 1838 بموجب أحكام قانون إلغاء العبودية لعام 1833.

### المؤسسة (1939)
اعتبر أنصار إلغاء العبودية البريطانيين في لجنة الوكالة التابعة لجمعية مناهضة العبودية- مع تحقيق إلغاء العبودية في جميع مناطق السيادة البريطانية- أن المنظمة اللاحقة كانت ضرورية للتصدي للعبودية في جميع أنحاء العالم. شكلت اللجنة بتوجيه من الناشط الإنجليزي جوزيف ستورج، جمعية مناهضة العبودية البريطانية والأجنبية في 17 أبريل 1839 حسب الأصول، وعملت على تحقيق إلغاء العبودية في البلدان الأخرى. أصبحت معروفة على نطاق واسع باسم جمعية مناهضة العبودية، كما كان الحال مع الجمعية السابقة.
شغل جون هارفيلد تريدجولد منصب السكرتير الأول، وجورج ويليام ألكسندر من ستوك نيوينغتون منصب أمين الصندوق. نظموا أول اتفاقية عالمية لمناهضة العبودية في لندن عام 1840 إلى جانب اللجنة التأسيسية التي ضمت الأنجليكاني توماس فويل بوكستون، والكويكر ويليام ألين، وخادم الأبرشية يوشيا كوندر، وجذبت مندوبين من جميع أنحاء العالم (بما في ذلك مندوبين من الولايات المتحدة الأمريكية، إذ أُشير إلى العبودية في جنوبها أحيانًا باسم «مؤسستنا الخاصة») إلى قاعة الماسونيين في لندن في 12 يونيو 1840. ضمت قائمة المندوبين إبطاليّين بارزين، مع وجود توماس كلاركسون كمتحدث رئيسي، وخُلدت صورة الاجتماع في لوحة رائعة معلقة في معرض اللوحات القومي في لندن.
أُعلن عن الاتفاقية على أنها اتفاقية «للعالم بأسره»، وضم المندوبون الذين مثلوا الجمعيات المناهضة للعبودية في الولايات المتحدة العديد من النساء، من بينهم لوكريشا موت وإليزابيث كادي ستانتون، اللاتي لعبن فيما بعد دورًا فعالًا في حركة حقوق المرأة. رفض قادة المؤتمر تعيين المندوبات من أمريكا، وغضب الإبطاليّون البارزون مثل توماس نايت، إذ ذهب ليشكل جمعيته الخاصة.
ساعدت الجمعية جون براون في كتابة سيرته الذاتية ونشرها في خمسينيات القرن التاسع عشر، في عهد لويس تشاميروفزو، أي قبل عقد من الحرب الأهلية الأمريكية التي أنهت العبودية في الولايات المتحدة.
كان القس آرون بوزاكوت (1829-1881)- ابن مبشر بحار الجنوب الذي يُدعى أيضًا آرون بوزاكوت- السكرتير الثاني لجمعية مناهضة العبودية، المعين تحت إشراف السكرتير الفخري جوزيف كوبر وإدموند ستورغ. عمل بوزاكوت عن كثب مع جوزيف كوبر بعد إلغاء العبودية في أميركا عام 1865، في البحث ونشر الأعمال المصممة للمساعدة في إلغاء العبودية في أماكن أخرى، لا سيما في الشرق الأوسط وتركيا وأفريقيا.

### القرن العشرين
أطلقت جمعية مناهضة العبودية في بداية القرن العشرين حملة ضد ممارسات العبودية التي ارتكبها الملك ليوبولد الثاني ملك بلجيكا في دولة الكونغو الحرة. كانت أول حملة تاريخية تستخدم التصوير الفوتوغرافي لتوثيق الانتهاكات (التقطت الصور من قبل المبشرة أليس سيلي هاريس). ساعدت الحملة في نهاية المطاف على إنهاء استبداد ليوبولد.
اندمجت الجمعية مع جمعية حماية السكان الأصليين في عام 1909، لتشكيل جمعية مناهضة العبودية وحماية السكان الأصليين. كانت فيكونتيس كاثلين سيمون، عضوةً بارزة وشجاعة في الجمعية.
ساعدت الجمعية في عشرينيات القرن العشرين في إنهاء نظام العمل بالسخرة في المستعمرات البريطانية بعد حملة ضد استخدام «القلي» الهنود والصينيين. لعبت دورًا محوريًا في عام 1921 في إنهاء أنشطة شركة الأمازون البيروفية، التي استخدمت عمالة السكان الأصليين بالسخرة في إنتاج المطاط. نجحت المنظمة في الضغط على عصبة الأمم من أجل التحقيق في العبودية، مما أسفر عن اتفاقية إلغاء العبودية لعام 1926 التي ألزمت جميع الدول التي وافقت عليها بإنهاء العبودية، كما أثرت بشكل كبير على محتوى اتفاقية الأمم المتحدة التكميلية لعام 1956 بشأن إلغاء العبودية.
أصدر الصحفي جيمس إوينج ريتشي في عام 1944 ورقة للجمعية حول تجارة السكر والعبيد.
دعيت جمعية مناهضة العبودية بين عامي 1947-1956، وجمعية مناهضة العبودية لحماية حقوق الإنسان بين عامي 1956-1990. تغير اسمها إلى المنظمة الدولية المناهضة للعبودية لحماية حقوق الإنسان في عام 1990، وإلى المنظمة الدولية المناهضة للعبودية في عام 1995.
كانت منظمة مكافحة العبودية أحد المؤيدين الأصليين لحملة «إنهاء بغاء الأطفال والإباحية والاتجار»، وساعدت في إنشاء فرع المملكة المتحدة في تسعينيات القرن العشرين. ساعدت في تنظيم المسيرة العالمية لعام 1998 ضد عمالة الأطفال، مما ساعد على اعتماد اتفاقية جديدة لمنظمة العمل الدولية بشأن أسوأ أشكال عمالة الأطفال في عام 1999.

## روابط خارجية
- الموقع الرسمي للمنظمة الدولة المناهضة للعبودية
- حرروا العبيد
- مقالات دولية حول مناهضة العبودية